# Andrew Craighan
Andrew Craighan (født 18. juli 1970) er en britisk musiker bedst kendt for hans position som lead guitarist i det britiske death/doom metal band My Dying Bride. I mellem 1989 og 1990 spillede han guitar i dødsmetal-bandet Abiosis og efterfølgende mødtes han med Aaron Stainthorpe (vokal), Calvin Robertshaw (guitar) og Rick Miah (trommer) og dannede My Dying Bride.

## Fodnoter
1. 1 2 3  "Andrew Craighan biografi på My Dying Brides officielle hjemmeside". Arkiveret fra originalen 26. september 2010. Hentet 15. december 2007.